# Megalopta boliviensis
Megalopta boliviensis är en biart som beskrevs av Heinrich Friese 1926. Megalopta boliviensis ingår i släktet Megalopta och familjen vägbin. Inga underarter finns listade i Catalogue of Life.